# George Swinton Legaré

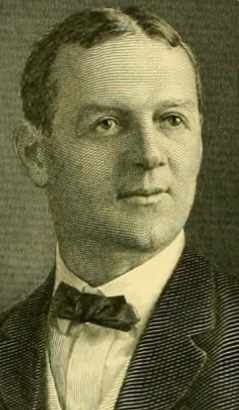
George Swinton Legaré

George Swinton Legaré (* 11. November 1869 in Rockville, Charleston County, South Carolina; † 31. Januar 1913 in Charleston, South Carolina) war ein US-amerikanischer Politiker. Zwischen 1903 und 1913 vertrat er den Bundesstaat South Carolina im US-Repräsentantenhaus.

## Werdegang
Schon bald nach seiner Geburt zog George Legaré mit seinen Eltern nach Charleston. Dort besuchte er bis 1889 die Porter Military Academy. Nach einem anschließenden Jurastudium an der University of South Carolina und der Georgetown University in Washington, D.C. und seiner im Jahr 1893 erfolgten Zulassung als Rechtsanwalt begann er in Charleston in seinem neuen Beruf zu arbeiten. Zwischen 1893 und 1903 war Legaré auch als Wirtschaftsberater (Corporation Counsel) tätig.
Politisch war Legaré Mitglied der Demokratischen Partei. 1902 wurde er im ersten Wahlbezirk von South Carolina in das US-Repräsentantenhaus in Washington gewählt, wo er am 4. März 1903 die Nachfolge von William Elliott antrat. Nachdem er bei den folgenden Wahlen jeweils in seinem Mandat bestätigt wurde, konnte Legaré bis zu seinem Tod am 31. Januar 1913 im Kongress verbleiben. Auch bei den Wahlen des Jahres 1912 war er wiedergewählt worden. Das hätte ihm eine weitere Legislaturperiode bis zum 3. März 1915 ermöglicht. Sein Mandat fiel nach einer Nachwahl an Richard S. Whaley.
Legaré war der Großvater von Nancy Stevenson (1928–2001), die zwischen 1979 und 1983 Vizegouverneurin von South Carolina war.